# Régime alimentaire des hadrosaures

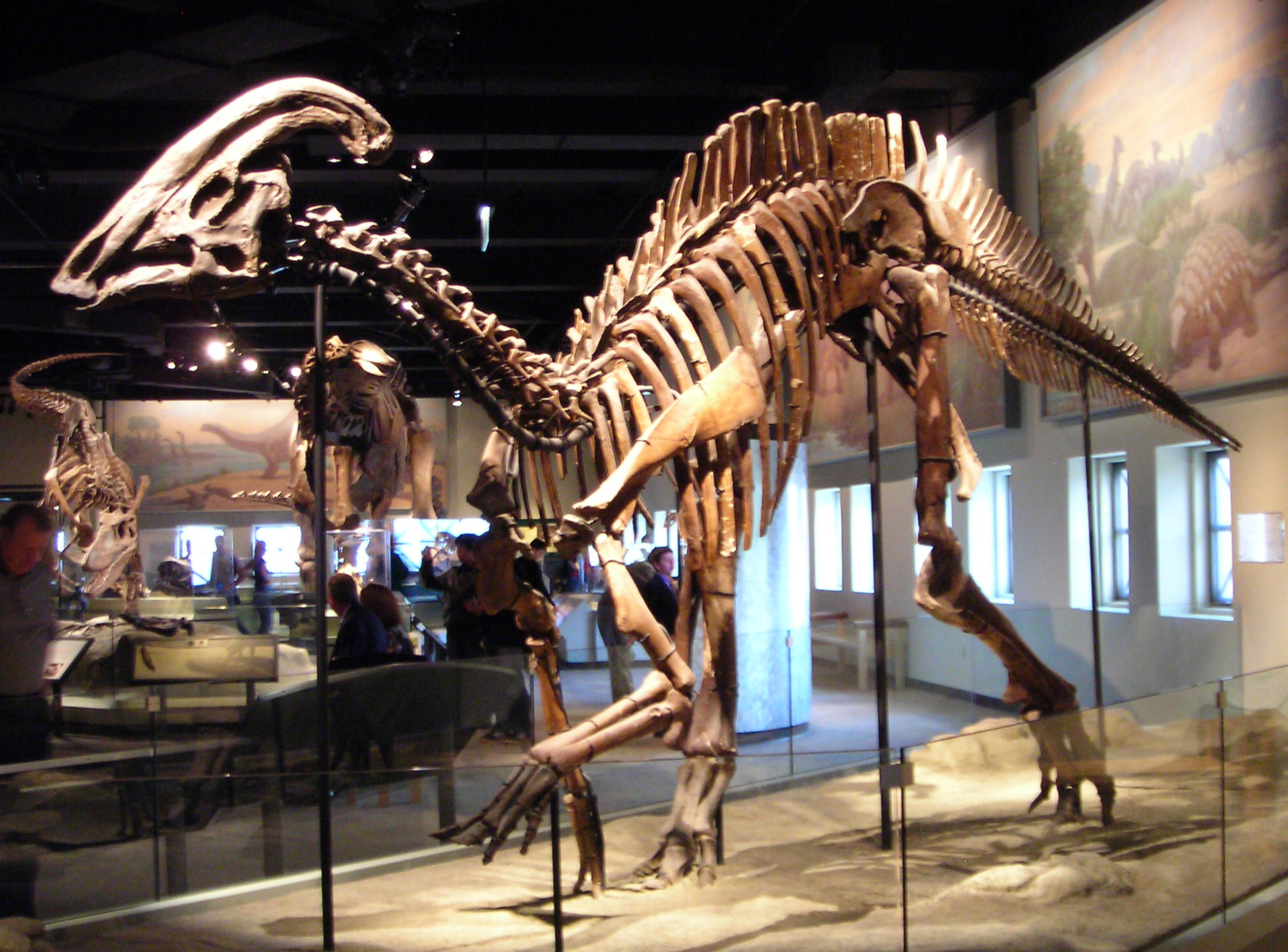
Squelette de Parasaurolophus, un hadrosaure à crête.

Les hadrosaures, aussi appelés «dinosaures à bec de canard » ou hadrosauridés, étaient de grands herbivores terrestres. Leur régime alimentaire reste un sujet de débat parmi les paléontologues, en particulier pour savoir s'ils pâturaient près du sol ou s'ils broutaient plus en hauteur des feuilles et des branchettes. Le contenu de leur estomac a indiqué qu'il s'agissait peut-être de brouteurs, tandis que d'autres études sur les mouvements de leurs mâchoires indiquent qu'ils peuvent avoir été des pâtureurs.
La bouche des hadrosaures avait des centaines de petites dents réunies en « batteries dentaires ». Ces dents étaient continuellement remplacées par de nouvelles. Les hadrosaure utilisaient leur bec, soit pour arracher des feuilles,, soit pour couper des tiges. On pense qu'ils avaient des joues pour garder leur nourriture dans la bouche,.
Les chercheurs ont longtemps cru que leur mécanique buccale inhabituelle pouvait avoir joué un rôle dans leur succès évolutif. Il était cependant difficile de déterminer exactement comment les hadrosaures broyaient leur nourriture et la mangeaient, sans l'articulation complexe et flexible de la mâchoire inférieure des mammifères d'aujourd'hui. Sans cette compréhension, il était impossible de se forger une image complète des écosystèmes du Crétacé supérieur et de la façon dont ils ont été affectés lors de l'extinction Crétacé-Paléogène il y a 66 millions d'années. On ne savait pas non plus exactement ce que les hadrosaures mangeaient. En particulier, il n'avait jamais été définitivement déterminé si les hadrosaures pâturaient au niveau du sol, comme les moutons ou les vaches actuelles, ou s'ils broutaient des feuilles et des tiges en hauteur, comme les cerfs ou les girafes.
En 2008–2009, une étude de chercheurs de l'Université de Leicester a analysé des centaines de rayures microscopiques sur les dents d'une mâchoire d'Edmontosaurus fossilisée et a montré que les hadrosaures avaient une façon unique de se nourrir, inconnue chez les créatures vivant aujourd'hui. Au lieu d'une articulation flexible de la mâchoire inférieure comme les mammifères actuels, ils avaient une charnière entre les mâchoires supérieures et le reste du crâne. L'équipe a découvert que leurs mâchoires supérieures étaient poussées vers l'extérieur et sur le côté pendant la mastication, la mâchoire inférieure glissant contre les dents supérieures.
Les coprolithes (déjections fossilisées) de certains hadrosaures du Crétacé supérieur montrent que ceux-ci mangeaient parfois délibérément du bois pourri. Le bois lui-même n'est pas nutritif, mais le bois en décomposition aurait contenu des champignons, du bois décomposé et des invertébrés détritivores, qui auraient tous été nutritifs.

## Premières recherches
Les premières trouvailles d'hadrosaures comportaient peu de matériel crânien. Leurs dents sont connues depuis les années 1850 (le fameux Trachodon (en) de Joseph Leidy), et quelques fragments de dents et de mâchoires faisaient partie des os nommés Hadrosaurus par Leidy en 1858, (la reconstruction du squelette d'Hadrosaurus par Benjamin Waterhouse Hawkins comprenait un crâne inventé semblable à celui d'un iguane). Leidy avait cependant assez de matériel fossile pour faire d'autres inférences sur la paléobiologie des hadrosaures. L'inégalité de longueur des membres antérieurs et postérieurs était particulièrement importante pour lui. Il interprétait son nouvel animal comme ressemblant à un kangourou qui aurait brouté le long des rivières, utilisant ses membres antérieurs pour saisir les branches . Sa vague inférence d'habitudes amphibies sera plus tard développée par Edward Drinker Cope, qui a contribué à la conclusion erronée que les dents et les mâchoires des hadrosaures étaient faibles et ne convenaient que pour manger des plantes d'eau douce.

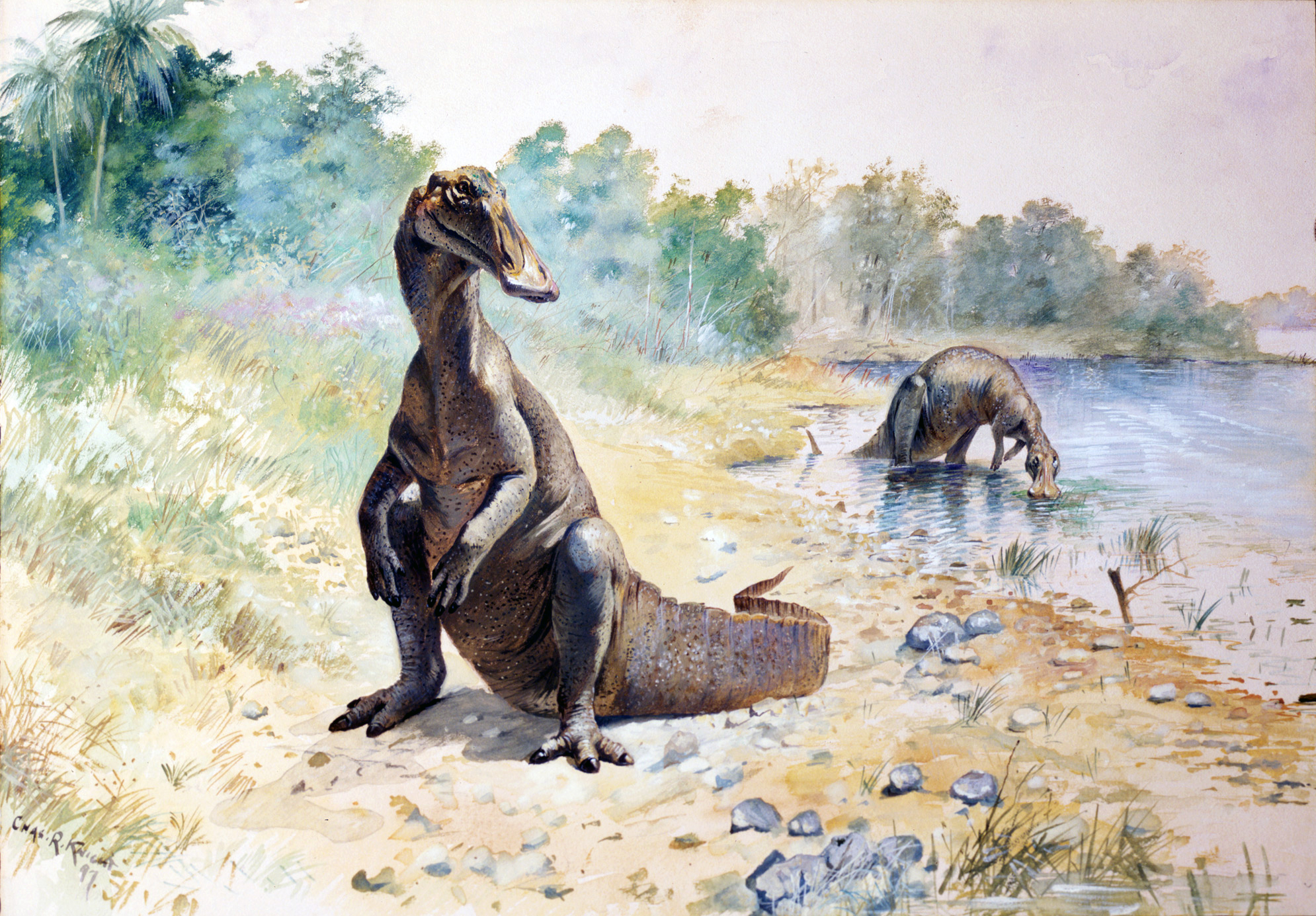
Restitution paléoartistique par Charles R. Knight d'hadrosaures semi-aquatiques ne pouvant mâcher que des plantes d'eau douce, une idée populaire en 1897 mais maintenant dépassée.

Cope a décrit la pièce suivante du puzzle en 1874 : un fragment de mâchoire plus complet, qu'il a appelé Cionodon arctatus et qui a révélé pour la première fois la batterie complexe de dents des hadrosaures. Le premier crâne d'hadrosaure essentiellement complet n'a cependant été décrit qu'en 1883. Il faisait partie d'un squelette (le premier squelette d'hadrosaure essentiellement complet également) collecté en 1882 par le Dr JL Wortman et RS Hill pour Cope. Décrit comme un spécimen de Diclonius mirabilis, il est maintenant connu comme le spécimen type d'Anatotitan. Cope a immédiatement attiré l'attention sur la partie antérieure du crâne, qui était étirée, longue et large. Il l'a comparée à celle d'une oie vue de côté et à celle d'une spatule à bec court vue de dessus. Il a aussi noté la présence de ce qu'il a interprété comme les restes d'une structure cutanée entourant le bec. De manière significative, Cope considérait son Diclonius comme un animal amphibie consommant de la végétation d'eau douce. Son raisonnement était que les dents de la mâchoire inférieure étaient faiblement connectées à l'os et susceptibles de se rompre si elles étaient utilisées pour consommer de la nourriture terrestre, et il a également décrit le bec comme faible. Malheureusement pour Cope, en dehors de l'identification erronée de plusieurs os du crâne, les mâchoires inférieures qu'il étudiait manquaient par hasard des parois supportant les dents par l'intérieur : les dents étaient en fait bien soutenues,. Cope prévoyait de publier un rapport complet avec des illustrations, mais il ne l'a jamais fait, et la première description illustrée précise d'un crâne et d'un squelette d'hadrosaure a été produite par son grand rival, Othniel Charles Marsh. Marsh corrigeait plusieurs erreurs anatomiques, mais il conservait le régime alimentaire postulé par Cope, à base de plantes molles. La description des hadrosaures comme des mangeurs amphibies de plantes aquatiques est devenue si ancrée que lorsque le premier cas possible de contenu intestinal d'hadrosaure a été décrit en 1922 et s'est avéré composé de plantes terrestres, l'auteur a tenu à préciser que son spécimen avait seulement établi que les hadrosaures pouvaient aussi bien manger des plantes terrestres que des plantes aquatiques .

### Lull et Wright (1942)
La première étude précoce des adaptations et du comportement alimentaires des hadrosaures a été résumée dans une monographie de Richard Swann Lull et Nelda Wright en 1942. Contrairement aux auteurs précédents, ils ont abandonné les plantes d'eau douce comme partie principale de l'alimentation, mais ils ont conservé l'interprétation d'un mode de vie amphibie. Ils ont attiré l'attention sur le considérable développement des batteries dentaires des hadrosaures et comparé leur dentition à celle des chevaux, notant l'avantage que les dinosaures tiraient du remplacement continu de leurs dents. Ils restaient cependant incertains sur la fonction de ces batteries : les mâchoires des hadrosaures étaient différentes de celles de tous les reptiles modernes, et il ne semblait pas y avoir eu de pression évolutive sur les hadrosaures comparable à l'apparition des steppes herbues pour les chevaux. Lull et Wright ont éliminé les plantes molles comme premier choix de régime, ainsi que les herbes au motif que leur bec était différent de celui des oiseaux pâturant comme les oies, et que la quantité de graminées disponibles semblait insuffisante pour les nourrir. Ils ont proposé à la place les Equisetales (prêles) comme principale source de nourriture, car ces plantes existaient au même moment et aux mêmes endroits que les hadrosaures, sont connues pour être riches en amidon et contiennent de la silice abrasive qui nécessiterait des dents pouvant être remplacées. Des plantes terrestres et aquatiques plus molles ont été proposées comme aliments secondaires. Lull et Wright ont constaté que l'alimentation qu'ils proposaient était comparable à celle d'un orignal moderne, qui broute les arbres et se nourrit de plantes aquatiques dans les zones humides. Ils ont en outre interprété l'anatomie complexe des museaux et des voies nasales des hadrosaures comme des adaptations à l'alimentation sous l'eau, comme l'orignal.
Lull et Wright ont ajouté un nouvel élément à l'alimentation des hadrosaures en proposant la présence de muscles analogues aux muscles des joues des mammifères, qui auraient retenu la nourriture hachée par les dents. Ces muscles auraient été attachés sur des crêtes osseuses présentes sur les mâchoires supérieures et inférieures. Les auteurs ont interprété l'action des mâchoires comme limitée à de simples mouvements de haut en bas, trouvant un mouvement d'avant en arrière peu probable sur la base de l'articulation du crâne. Le mouvement vertical aurait coupé la nourriture en petits morceaux qui auraient été retenus par les joues. Pour manipuler la nourriture dans les joues, les auteurs ont postulé la présence d'une langue bien développée.

### Ostrom (1964)

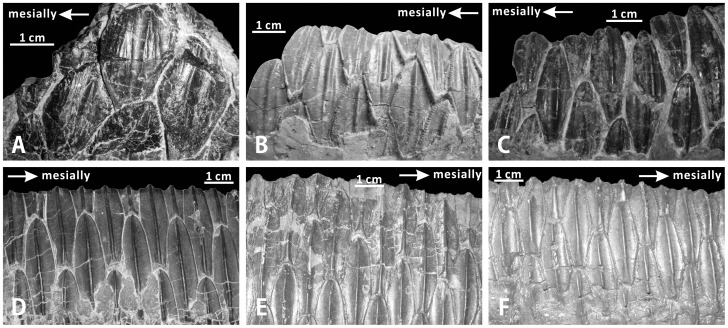
Batteries dentaires de plusieurs espèces d'hadrosaures en vue interne :
- A : Equijubus normani
- B : Probactrosaurus gobiensis
- C : Bactrosaurus johnsoni
- D : Parasaurolophus tubicen
- E : Edmontosaurus regalis
- F : Brachylophosaurus canadensis.

Le consensus général sur la paléobiologie des hadrosaures a été contesté en 1964 par John Harold Ostrom, qui a trouvé peu de preuves pour soutenir un régime de plantes aquatiques ou un mode de vie amphibie. Contrairement aux représentations précédentes, il a interprété les hadrosaures comme des animaux terrestres qui broutaient des plantes terrestres, et non aquatiques. Comme Lull et Wright, il a attiré l'attention sur les batteries dentaires robustes et constaté que les aliments durs et résistants constituaient le régime le plus probable (comme les matériaux ligneux, riches en silice ou fibreux). Contrairement à Lull et Wright, il a interprété les mâchoires des hadrosaures comme effectuant un mouvement complexe de meulage avant-arrière semblable à celui d'un rongeur, et n'a pas commenté la possibilité de joues. S'appuyant sur une proposition plus ancienne faite lors de l'étude d'un spécimen au bec préservé, il a noté la possibilité que les animaux aient dépouillé les feuilles et les pousses des branches en refermant leur bec sur les branches et en tirant. Une alimentation terrestre a également été soutenue par l'étude du contenu intestinal de 1922, qui a trouvé des aiguilles et des brindilles de conifères, des graines et des fruits à l'intérieur du spécimen.
Il y avait également des preuves plus circonstancielles de l'alimentation terrestre. Ostrom a découvert que l'anatomie du squelette indiquait que les animaux étaient bien adaptés au déplacement terrestre et étaient bien soutenus par des tendons ossifiés le long des épines vertébrales, ce qui aurait gêné la nage. Il a également signalé que le pollen des plantes aquatiques était rare dans les formations rocheuses d'où proviennent les fossiles d'hadrosaures, ce qui indique que les plantes aquatiques elles-mêmes y étaient rares.

## Hypothèse de la mastication des hadrosauridés (1984)
En 1984, David B. Weishampel a proposé une nouvelle hypothèse sur la façon dont les hadrosaures se nourrissaient. Son étude des sutures entre les os des crânes fossiles a conclu que les ornithopodes, le groupe de dinosaures ornitischiens qui comprend des hadrosaures, avaient des mâchoires supérieures flexibles et que lorsque la mâchoire inférieure se fermait, la pression s'étendait vers l'extérieur des deux côtés de la mâchoire supérieure. Les dents supérieures frottaient contre les dents inférieures comme des râpes, emprisonnant les plantes et les broyant. Cette théorie est restée en grande partie non prouvée jusqu'à l'étude de Purnell, Williams et Barrett, que le magazine Science a appelé « la preuve indépendante la plus forte à ce jour pour ce mouvement de mâchoire unique ». Cependant, en 2008, un groupe de chercheurs américains et canadiens dirigé par la paléobiologiste des vertébrés Natalia Rybczynski a reproduit le mouvement de mastication proposé par Weishampel à l'aide d'un modèle d'animation tridimensionnel informatisé. Rybczynski et al. pensent que le modèle de Weishampel n'est peut-être pas viable et prévoient de tester d'autres hypothèses.

## Découvertes sur le contenu de l'estomac (2008)
En 2008, une équipe dirigée par Justin S. Tweet, étudiant diplômé de l'Université du Colorado à Boulder, a découvert une accumulation homogène de fragments de feuilles millimétriques dans la région intestinale d'un Brachylophosaurus juvénile bien conservé,. À la suite de cette découverte, Tweet a conclu en septembre 2008 que l'animal était probablement un brouteur, et non un pâtureur.

## Étude sur la mastication des hadrosaures de Williamset al.(2008–2009)

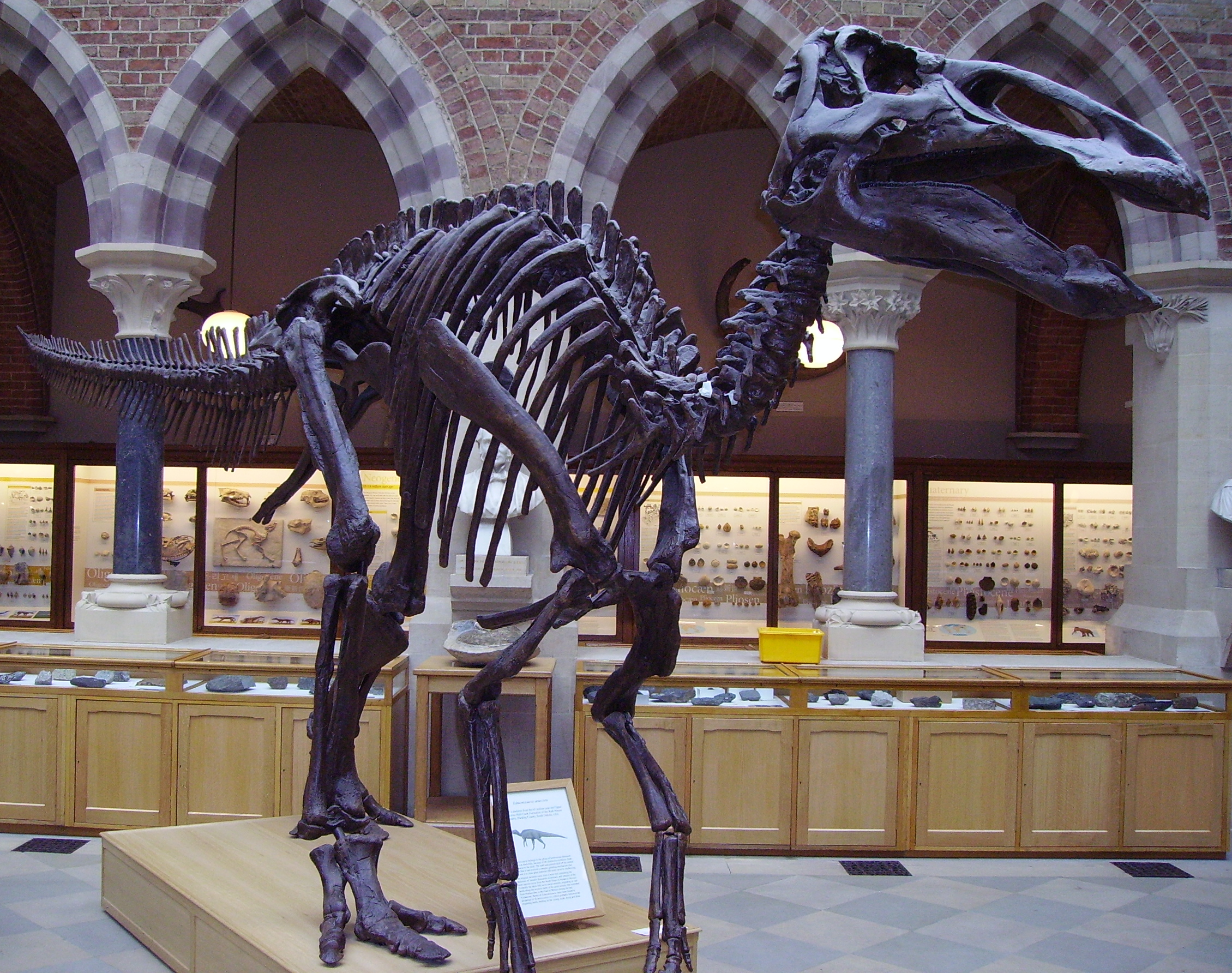
Les chercheurs ont étudié des rayures microscopiques sur la mâchoire fossilisés d'un Edmontosaurus (photo), et conclu que les dinosaures à bec de canard pâturaient probablement près du sol et mâchaient d'une façon contraire à tout animal moderne.

Une étude sur la manière exacte dont un hadrosaure hachait et mangeait sa nourriture a été menée par Vince Williams, un étudiant diplômé de l'Université de Leicester, Paul Barrett, un paléontologue du Musée d'histoire naturelle de Londres, et Mark Purnell, un paléontologue britannique du département de géologie de l'Université de Leicester,. Les trois hommes ont utilisé une nouvelle approche pour analyser les mécanismes d'alimentation des dinosaures, et aider ainsi à comprendre leur place dans les écosystèmes préhistoriques. Mâcher des aliments solides laisse toujours de minuscules rayures sur la surface des dents. Le trio pensait qu'en regardant la taille et l'orientation de ces marques sur les dents des hadrosaures, ils pourraient en apprendre davantage sur les mouvements de leurs mâchoires. Purnell a déclaré qu'aucune étude antérieure n'avait encore utilisé ce type d'analyse.
Wiliams, Barrett et Purnell ont mené leur étude sur les mâchoires d'un Edmontosaurus, un hadrosaure qui vivait il y a entre 68 et 66 millions d'années dans ce qui est aujourd'hui les États-Unis et le Canada. La mâchoire d'Edmontosaurus utilisée dans cette étude a été collectée dans des roches du Crétacé supérieur trouvées aux États-Unis,. Ses dents individuelles comportaient plusieurs centaines de rayures microscopiques, qui avaient été préservées intactes lors de la fossilisation. Les chercheurs ont soigneusement nettoyé les mâchoires, les ont moulées et les ont enduites d'or pour faire une réplique détaillée de la surface de la dent. Ensuite, ils ont utilisé un microscope électronique à balayage pour obtenir un énorme grossissement des rayures à étudier, et ils ont effectué une analyse statistique en trois dimensions de leur direction.
L'étude a révélé que l'hadrosaure mâchait d'une manière complètement différente de toute créature vivant aujourd'hui, avec un type de mâchoire maintenant disparu. La mâchoire de l'Edmontosaurus présentait quatre ensembles différents de rayures parallèles dans des directions différentes. Purnell a conclu que chaque série de rayures était liée à un mouvement de mâchoire spécifique. Cela a révélé que la mastication des hadrosaures était complexe, avec des mouvements dans plusieurs directions différentes, notamment de haut en bas, d'avant en arrière et sur le côté. Le trio a conclu que contrairement à l'articulation flexible de la mâchoire inférieure répandue chez les mammifères modernes, l'hadrosaure avait une charnière entre ses mâchoires supérieures et le reste de son crâne. Selon l'étude, il poussait ses mâchoires supérieures vers l'extérieur et vers le côté, tandis que les dents inférieures glissaient contre les dents supérieures. Au fur et à mesure que les surfaces dentaires glissaient latéralement l'une sur l'autre, les aliments étaient broyés et déchiquetés avant d'être consommés. Purnell a dit que cette façon de manger « n'était pas un mouvement de ciseaux; il semble que ces dinosaures ont inventé leur propre façon de mâcher. ». Les dents de la mâchoire supérieure partaient vers l'extérieur lorsque l'hadrosaure mangeait, mais Purnell a déclaré qu'il était probable qu'il pouvait encore mâcher la bouche fermée. La flexion vers l'extérieur des mâchoires supérieures aurait pu être visible, mais selon Purnell elle était probablement cachée par les joues de l'hadrosaure et devait rester assez discrète.

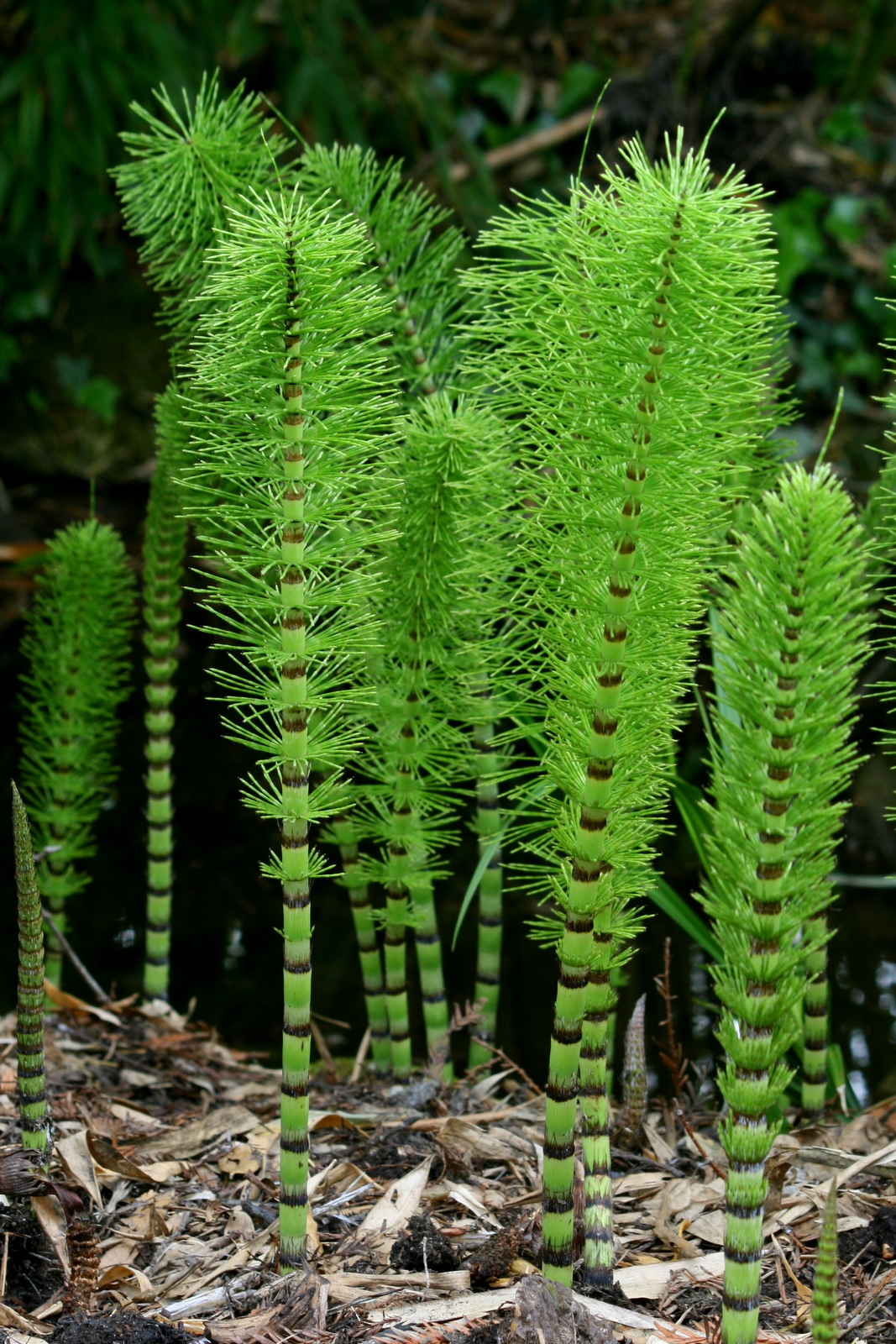
Une prêle actuelle, Equisetum telmateia.

L'étude a également tiré des conclusions sur ce que les hadrosaures mangeaient, bien que Purnell ait averti que ses conclusions sur le régime alimentaire des hadrosaures étaient « un peu moins sûres que les très bonnes preuves que nous avons des mouvements des dents les unes par rapport aux autres ». Les rayures trouvées sur chaque dent étaient si égales que mesurer une surface d'un millimètre carré était suffisant pour échantillonner toute la mâchoire. L'équipe a conclu que la régularité de ces rayures suggérait que l'hadrosaure avait toujours utilisé la même série de mouvements de mâchoire. L'étude a donc déterminé que son régime alimentaire était probablement constitué de feuilles, sans articles plus volumineux comme des brindilles ou des tiges, qui auraient pu nécessiter une méthode de mastication différente et créer différents modèles d'usure. L'absence de marques de pépins sur les dents a également confirmé ces conclusions et suggéré que les hadrosaures broutaient probablement une végétation basse dépourvue de pépins, plutôt qu'une végétation plus haute avec des brindilles. Les rayures indiquaient également que la nourriture de l'hadrosaure contenait soit de petites particules de sable, ce qui est normal pour la végétation récoltée près du sol, soit des granules microscopiques de silice, ce qui est courant dans l'herbe. Les graminées avaient évolué à la fin du Crétacé, mais n'étaient pas particulièrement courantes, de sorte que l'étude a conclu qu'elles ne constituaient probablement pas un élément majeur du régime alimentaire des hadrosaures. Au lieu de cela, elle avance que les prêles, des plantes communes à l'époque ayant les mêmes caractéristiques, étaient probablement un aliment important pour eux . Les résultats de l'étude ont été publiés en ligne le 30 juin 2009 dans Proceedings of the National Academy of Sciences, le journal officiel de l'Académie nationale des sciences des États-Unis, sous le titre « Quantitative analysis of dental microwear in hadrosaurid dinosaurs, and the implications for hypotheses of jaw mechanics and feeding » (analyse quantitative des micro-usures dentaires chez les dinosaures hadrosauridés, et implications sur les hypothèses de la mécanique de la mâchoire et de l'alimentation).
Il s'agissait de la première analyse quantitative des micro-usures dentaires chez les dinosaures. Purnell a déclaré que la technique utilisée dans l'étude était tout aussi importante que les résultats eux-mêmes, et que l'étude prouvait que l'analyse des rayures microscopiques sur les dents peut fournir des informations fiables sur le régime alimentaire et le mécanisme de mastication d'un animal. Selon lui  cette méthode pourrait être utilisée dans d'autres domaines de la recherche scientifique, notamment les habitudes alimentaires d'autres espèces disparues depuis longtemps, notamment les dinosaures, les groupes de poissons disparus ou les tout premiers mammifères. Purnell a déclaré que les résultats étaient encore plus significatifs non seulement pour la compréhension de base de la façon dont les hadrosaures mangeaient, mais aussi parce que cette ignorance concernant ces dinosaures représentait une « grande lacune dans nos connaissances » de l'écosystème du Crétacé tardif : herbivores terrestres dominants de cette époque, ils ont joué un rôle majeur dans la structure de leur écosystème. Purnell a déclaré : « Plus nous comprenons les écosystèmes du passé et la façon dont ils ont été affectés par des événements mondiaux comme le changement climatique, mieux nous pouvons comprendre comment les changements actuels vont se développer dans le futur. ». Lawrence Witmer (en), un paléontologue du Collège de médecine ostéopathique de l'Université de l'Ohio à Athens, a qualifié l'étude de « l'un des meilleurs articles sur la micro-usure que j'ai jamais vus », bien qu'il n'ait pas été convaincu que la mâchoire supérieure des hadrosaurides pouvait se plier.
L'hypothèse selon laquelle les hadrosaures étaient vraisemblablement des pâtureurs au sol plutôt que des brouteurs en hauteur semble contredire les résultats antérieurs sur le contenu digestif fossilisé dans les études précédentes. En réponse à de telles découvertes, Purnell a déclaré que le contenu de l'estomac préservé est discutable, car il ne représente pas nécessairement le régime alimentaire habituel de l'animal. Alan Boyle (en), journaliste et rédacteur scientifique de MSNBC qui a rendu compte des résultats de l'équipe, a déclaré que les contradictions apparentes entre l'étude de Williams et al. et les résultats antérieurs sur le contenu de l'estomac font l'objet de débats, mais ne la rendent pas nécessairement non-pertinente ou incorrecte. Plus précisément, Boyle a déclaré que « les affirmations concernant le pâturage par rapport au broutage ne sont certainement pas concluantes (mais) la supposition du chercheur est qu'ils étaient plus susceptibles de pâturer ». L'hypothèse de Williams et al. contredit également la représentation des hadrosaures dans Jurassic Park, le roman de science-fiction de Michael Crichton paru en 1990.